# 袁術
袁 術（えん じゅつ/すい拼音: Yuán Shù、永寿元年（155年）- 建安4年6月（199年7月）は、中国後漢末期の武将・政治家。字は公路。豫州汝南郡汝陽県（現在の河南省周口市商水県）の人。父は袁逢（司空）。同母兄は袁基（太僕）。従兄（または異母兄とも）は袁紹。叔父は袁隗（太傅）。
当初は官界にあったが、董卓による動乱の中で群雄の1人として名乗りを上げ、反董卓連合の崩壊後は孫堅らの支持を受けて一族の袁紹と抗争を繰り広げた。一時は曹操に敗れ揚州に追いやられたが、孫策らの力により揚州を実効支配し勢力圏を再構築。皇帝を称し、国号を「仲」としたが、孫策らの離反や曹操の攻撃により数年で瓦解し、失意の内に没した。
袁氏は帝舜の血族である陳の宣公時代の大夫の轅濤塗の末裔と伝わる。

## 生涯

### 御曹司から諸侯へ
青年期は侠人として知られ、仲間達と放蕩な生活を行っていたが、後に改心した。同族の袁紹が自身より声望が高いことを妬み、袁紹の出自の低さをたびたび持ち出して中傷、さらに袁紹と交際する何顒らを憎悪した。
孝廉に推挙され郎中に就任、官は河南尹から折衝校尉、虎賁中郎将に至った。
中平6年（189年）の霊帝崩御後、大将軍の何進による宦官皆殺し計画に袁紹や曹操と共に参加。何進が十常侍により暗殺されると、袁隗や袁紹と共に宮中に乱入し、宦官数千名を誅殺した。
董卓の入京後に後将軍へ任じられた。当初は袁隗・袁基ら袁家一門と共に董卓政権に参加していたため、曹操が洛陽から逃亡した後、曹操の夫人卞氏に曹操の情報を伝えに行ったりしている。後に害が及ぶのを怖れて荊州の南陽へ逃れた。ちょうど反董卓のために挙兵し北上してきた長沙太守の孫堅が南陽太守の張咨を殺害していたところであったため、袁術はその後任として南陽郡を支配し、孫堅を影響下においた。孫堅を豫州刺史に任じ、董卓を攻撃させ、初平2年（191年）には董卓の軍を破り（陽人の戦い）、4月に洛陽を占領する戦果を挙げた（『三国志』呉志「孫破虜討逆伝」）。南陽郡は人口が多く豊かであったが、袁術が奢侈な生活を追求し、過酷な徴税を行ったために民衆は苦しんだという。

### 二大勢力
これより以前、袁紹は韓馥と共に、董卓により擁立された献帝に対抗すべく、幽州牧の劉虞の擁立を計画したが、袁術は内心では漢室の存続そのものに疑問を持っていたため、これに強く反対したという（『呉書』）。
劉虞は献帝への忠誠の証を立てるために長安に使者を送り、献帝の側でもまた劉虞に援軍を求めるため、劉和を劉虞への使者として長安を脱出させた。袁術はこの話を聞き、劉和を強引に引きとめ、内心では劉虞の軍勢を奪い取るために劉和を脅迫して劉虞への手紙を書かせた。劉虞はさっそく軍勢を提供した。公孫瓚は袁術の意図に感づき、劉虞に派兵を取りやめるよう諌めたが、劉虞に聞き入れられなかったため、自身も袁術の歓心を買うために従弟の公孫越に率いさせた軍勢を袁術に提供した（『三国志』魏志「公孫瓚伝」）。
その後、袁術が孫堅を豫州刺史に任命したことを無視する形で、袁紹は周昂（あるいは周喁）を豫州刺史に任命し、孫堅の陣地を攻撃させた。袁術は孫堅の援軍として公孫越の軍を派遣し、共に周昂を攻撃させたが勝てず、公孫越は戦死した（『三国志』魏志「公孫瓚伝」）。
さらに袁術は荊州牧の劉表と不仲になると、袁紹に一族を殺された恨みを持つ公孫瓚と手を結び袁紹と敵対させた。これに対抗して袁紹は劉表と手を結び味方に取り込んだ。こうして袁術と袁紹は対立することとなった。

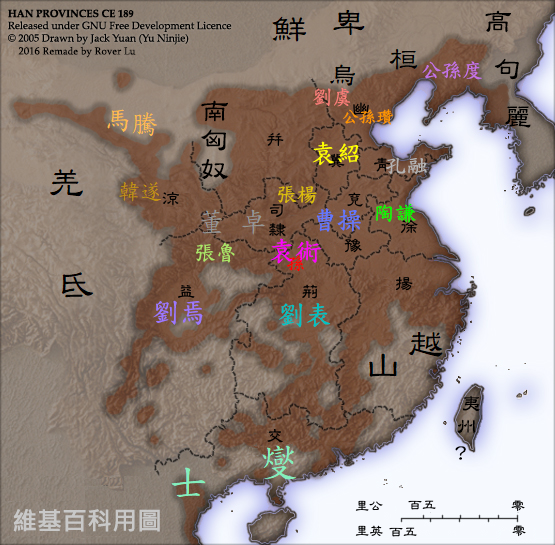
192年群雄割拠図

初平2年（191年）から同3年（192年）にかけて、袁術は孫堅に命じて劉表の攻略を計画するが失敗、孫堅は敗死した（襄陽の戦い）。さらに袁術の要請により袁紹・曹操を攻撃した公孫瓚・陶謙も敗れた。
初平4年（193年）、袁術は自ら南陽を出発し、兗州の陳留の匡亭に進出して曹操への攻撃を行うが曹操と袁紹と劉表の連合軍に大敗、劉表に背後を絶たれ、本拠地の南陽郡を捨て、揚州へと逃走した。州刺史の陳温の死後の混乱につけこみ、揚州を奪取し寿春を拠点とした。正式な揚州刺史の後任である劉繇は袁術を恐れて曲阿に駐屯せざるをえなかった。
李傕は長安に入ると、袁術と同盟を結ぶため、袁術を左将軍・陽翟侯に任命し節を与えた。このとき、袁術は使者の馬日磾を抑留し、部下の孫策や朱治らに無理矢理官職を与えたという。

### 徐州侵攻
徐州の陶謙は袁術に与していたが、袁術が曹操に大敗すると、袁術の拠っていた豫州の刺史に劉備を派遣するなど自立する姿勢を見せるようになっていた。袁術は陶謙の盟友である沛国の相の陳珪（陳瑀の従兄弟）の家族を人質に取り、強引に味方に引き入れようとしたが拒絶された。
陶謙が死去すると、陳登（陳珪の子）と孔融らは劉備を後任の刺史に推挙した。劉備は揚州において復活した袁術の勢力を恐れ、刺史の座は袁術に譲り渡すべきではと考えていたが、結局は徐州刺史に就任、袁紹と結び、袁術とは敵対関係になった。
袁術は孫堅の死後、その軍勢を孫賁に任せ、孫堅の妻の一族である呉景と共に揚州において反抗する周昕・周昂らの勢力の攻略に当たらせていたが、やがて孫堅の遺児である孫策を寵愛するようになった。袁術は廬江太守陸康 に叛かれたため、孫策に後任の太守の座を約束させて攻略させたが、廬江が降伏すると、自身の部下である劉勲を採り立てた。この行為は孫策の反感を買い、後の離反の要因となった。
興平2年（195年）、曹操は呂布・張邈らの勢力を一掃し、兗州を勢力圏とした。さらに建安元年（196年）、曹操は陳国に侵攻し、袁術が任命した相（王が太守の国の次官）の袁嗣を降服させた（『三国志』魏志「武帝紀」）。
一方、袁術は勢力を巻き返しつつあった曲阿の劉繇の攻略を孫策に委ね、自身は徐州の劉備を攻撃することを決め、徐州に出征した。劉備は迎撃するために出撃したが、このとき張飛に留守を任せたが、一方でこれ以前に曹操に敗れて流れてきた呂布を庇護していた。袁術は呂布に、20万石の兵糧を提供することを条件に、劉備の背後を衝くように持ちかけた（『英雄記』）。劉備の本拠地の下邳の守将の曹豹・許耽が劉備を裏切り、張飛を追放して呂布を迎え入れたため、本拠地を奪われた劉備は退却した。
その後、呂布と劉備は和解した。袁術は部将の紀霊を派遣し劉備を滅ぼそうとしたが、呂布は劉備と紀霊の和解の仲介を買って出て、強引に両者を和解させた。袁術は呂布の参謀の陳宮、部将の郝萌と内通し、同年6月に呂布に反乱を起こさせるが、失敗に終わった（『英雄記』）。
徐州侵攻がすすまない中、孫策は劉繇を破り、丹陽郡の大半を支配するようになった。孫策は孫賁と呉景を袁術への報告に出向かせ、自らは呉郡の許貢・厳虎らと会稽の王朗を独力で攻略しようとしていた。袁術は、呉景を広陵太守とする一方で、丹陽太守の周尚を召喚し、一族の袁胤を丹陽太守にしようとしたが、孫策は従兄弟である徐琨を丹陽太守としており、袁胤は丹陽から追い出されてしまった（『英雄記』、『江表伝』）。

### 皇帝即位
これより前の興平2年（195年）、献帝が長安からほうほうの体で脱出し、曹陽で大敗し明日をも知れぬ状態であったことを聞き、袁術は漢朝の命脈がつきたと予感し、帝位につく意思を側近達に漏らしたが、押し留められた。袁術は不機嫌になったという。また、『典略』によると、讖緯書『春秋讖』にある「漢に代わる者は当塗高なり」のくだりから、「塗」には道という意味があり、自分の名の「術」、字の「路」も道という意味があるため、当塗高は自分を指していると考えた。
袁術は董承の下に部下の萇奴を派遣して献帝の身柄を確保しようとしたが、朝臣の間で董承を中心に曹操を頼ろうとする動きがあり、やがて董承も曹操と手を結んだため、献帝の身柄は曹操に奪われた。曹操は献帝を奉じ、天下に号令をかけ、自らは三公の司空となった。一方で、袁術には逆賊として賞金がかけられたという。

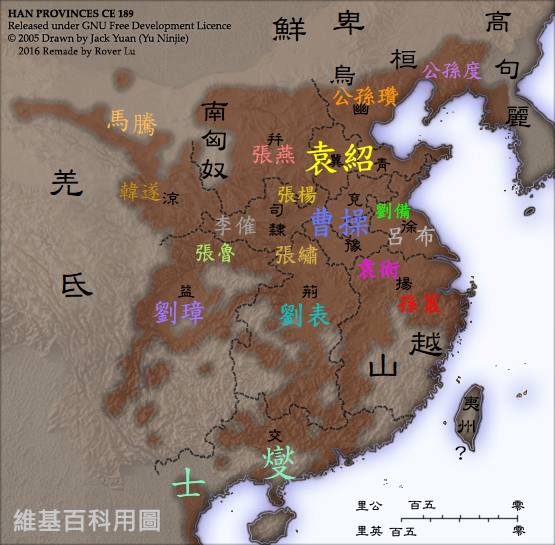
198年群雄割拠図

建安2年（197年）正月、張炯の進言を採用して、袁術は寿春を都、国号を「仲」として皇帝に即位した。袁術が皇帝を名乗った背景について柿沼陽平は、汝南袁氏が代々『京氏易』という経典を家学としていた点（『漢書』『後漢書』）、『易』には易姓革命を是認する記載が含まれている点を指摘している。
袁術の皇帝即位は大半の諸侯からは承認されず、また袁術自身も私欲による奢侈放蕩な生活を求め重税を実施したことにより兵士・領民は大いに飢え困窮し、民衆の反発を惹起した。この暴政に袁術の家臣からも袁術から離反する者が相次いだ。孫策も皇帝即位を諫める書簡を送っているが、諫言が容れられずやはり離反している。
劣勢に陥った袁術は徐州の呂布に韓胤を使者に送り婚姻を持ちかけるが、呂布と袁術との接近を嫌う陳珪の意見に従い呂布は婚姻を断った。そして呂布は韓胤を曹操に引き渡し、曹操に韓胤を処刑させた。激怒した袁術は楊奉・韓暹と共同戦線を結び、自身が任命した大将軍の張勲らを派遣して呂布を攻めたが、呂布に依頼を受けた陳珪・陳登親子の計略により楊奉・韓暹が裏切り大敗した。
その後、淮陽を支配した陳愍王の劉寵（明帝の後裔）に兵糧の援助を申し入れたが、陳国の相の駱俊に断られたため、怒った袁術は劉寵と駱俊を暗殺し、陳国を奪った。だが、曹操が自ら迎撃に来ると袁術は逃走し、橋蕤ら4人の将軍に曹操軍を迎撃させたが、橋蕤らを討ち取られ大敗した。この敗戦で袁術の勢力は大いに衰えた。
建安3年（198年）、袁術は呂布と再び同盟を結んだ。呂布は曹操が荊州の張繡に攻勢をかけた隙をついて曹操に攻撃をしかけたが、反転した曹操の攻勢の前に連戦連敗し、下邳において包囲され孤立無援となった。呂布は援軍を袁術に求めたが、以前の背信を思い起こした袁術は積極的に援軍を送ることはなかった。呂布は籠城を続けたものの、水攻めをされて滅ぼされた。

### 最期
袁術を皇帝とする「仲」は敗戦と悪政、それに飢饉のために衰えていたが、袁術は天下の情勢を分析し、曹操と袁紹がいずれ決戦するであろうと予期し、寡兵かつ連戦で疲弊しきった曹操が袁紹に勝つ見込みは少ないであろうと考えた（『三国志』魏志「張範伝」）。
袁術は袁紹に手紙を送り、自らの帝位を譲ることによってその庇護を求めようとした。袁紹は青州の袁譚に命じて袁術を迎え取らせようとしたが、曹操はこれを阻止するため、徐州に劉備と朱霊を派遣した（『三国志』魏志「武帝紀」）。
しかし、袁術は突然病にかかり、建安4年（199年）6月、病死した。享年45歳。死の経緯について、袁術は灊山（せんざん）にいる部下の雷薄・陳蘭を頼ったが受け入れを拒絶され、3日間滞在するうちに兵士の食糧が底をついたため、寿春から80里ほどにある江亭に滞在した。既に食糧は麦のくずが30石ほどしか残されていなかった。袁術は夏の暑さのため、蜂蜜入りの飲物を所望したが、そのための蜂蜜も無い状況であった。袁術は寝台に腰を下ろしてため息をついた後、「この袁術ともあろう者がこのざまか！」と怒鳴り、寝台の下にうつぶせとなって、一斗（当時は約1.98リットル）余りの吐血をして死んだ（『呉書』）。

## 逸話
- 驕り高ぶった性格で、18歳の時から蜂蜜入の乳粥を常食するほど奢侈であった。娘たちにも貴人用の敷物を使わせていた（『太平御覧』注引『録異伝』）。
- 長水校尉になった際も、豪華な馬車に乗って傲慢な振る舞いで知られた。市民から「路中捍鬼袁長水」と揶揄されていたという（『北堂書鈔』注引『魏書』）。

## 子孫
袁術の死後、従弟袁胤にその軍を引き継いだ。袁術の妻と子女と部下の家族は袁術の故吏廬江太守劉勲に身を寄せ、孫策が劉勲を破った際に孫策に保護された。袁術の娘はその後孫権の側室となり袁夫人と呼ばれ、息子の袁燿も呉に仕官して郎中になっている。のち袁燿の娘は孫権の五男孫奮の正室となった。

## 『三国志演義』における袁術
小説『三国志演義』では、第五回、董卓打倒に立ち上がった諸侯の一人として登場。連合軍の兵糧を担当したが、董卓の猛将華雄の前に先陣の名乗りを挙げた孫堅の功績を妬み兵糧を出し惜しみした結果、当初は優勢であった孫堅が大敗する。次に、部下の兪渉を華雄の相手にさせるが、あっという間に斬られる。さらに華雄を討つ勇者として劉備・関羽が名乗りを上げると、劉備の出自の卑しさを嫌い公然と侮辱する。第十一回、曹操は劉備と英雄論を交わした際、袁術を「墓の中の骨」と評している。
袁紹・劉表との対立の原因は、物資を無心して断られたことの恨みであると脚色されている。第十七回、後に孫策から「伝国の玉璽」を得、これが皇帝僭称の直接的な動機になったとしている。皇帝の号を僭称し、仲氏と建号した。馮方女は皇后になった、息子は太子になった。呂布との戦いでは自ら出陣し大敗し、さらに曹操・呂布・劉備・孫策の連合軍に四方より攻撃を受け、寿春を放棄せざるを得なくなる。最後まで残った猛将の紀霊も張飛に斬られ失い、第二十一回での袁術の死の描写では、雷薄・陳蘭らに略奪を受けついに糧食尽き、最後は蜜水を持ってくるよう料理人に命じたところ「ただ血水があるだけです。蜜水などどこで得られましょう」と言われ、絶望して血を吐いて死んだという描写になっている。

## 関連人物

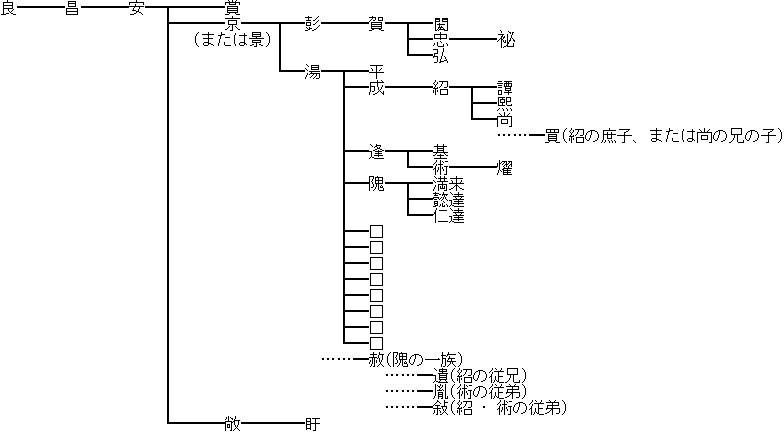
袁氏系図

親族
- 袁湯（祖父）
- 袁逢（父）
- 袁基（同母兄）
- 袁紹（異母兄か従兄）
- 袁遺（従兄）
- 袁胤（従弟）
- 馮方女（側室）
- 袁燿（子）
- 袁夫人（娘）
- 孫権（娘婿）
- 孫奮（孫婿）
- 黄猗（女婿）
- 楊彪（叔母婿）
- 楊修（従弟）

配下
| - 袁渙 - 袁嗣 - 閻象 - 楽就 - 韓胤 - 韓浩 - 韓暹 | - 橋蕤 - 紀霊 - 金尚 - 恵衢 - 呉景 - 師宜官 - 周尚 | - 周瑜 - 舒邵 - 諸葛玄 - 秦翊 - 戚寄 - 祖郎 - 孫堅 | - 孫香 - 孫策 - 孫賁 - 張勲 - 張炯 - 張範 - 萇奴 | - 陳瑀 - 陳紀 - 張闓 - 陳蘭 - 鄭泰 - 馬日磾 - 楊弘 | - 楊奉 - 雷薄 - 李豊 - 李業 - 劉威 - 劉偕 - 劉勲 | - 劉詳 - 梁綱 - 魯粛 |

『三国志演義』でのみの配下
| - 荀正 - 兪渉 - 楊大将 | - 梁剛 - 呂範 |

## 参考資料
- 『三国志』
- 『後漢書』